# Asàfides
Els asàfides (Asaphida) és un gran ordre morfològicament divers de la classe Trilobita que es troben en estrats marins datats entre el Cambrià mitjà fins a la seva extinció durant el Silurià. Asaphida conté sis superfamilies (Anomocaroidea, Asaphoidea, Cyclopygoidea, Dikelocephaloidea, Remopleuridoidea i Trinucleioidea), però no hi ha subordres. El reconeixement dels asàfides i proètides com a ordres és relativament recent, ja que abans eren inclosos dins els Ptychopariida.
Els asàfides representen al voltant del 20% dels trilobits fòssils descrits.

## Morfologia
Generalment, els asàfides tenen el cefàlon (cap) i el pigidi (cua) similars, i la majoria de les espècies presenten una destacada sutura ventral mitjanes. Els caps solen ser plans i els solcs a la zona del cap sovint són tènues o no visibles. Els segments toràcics són els nombrosos (entre 5 i 12), tot i que algunes espècies només tenen dos i d'altres fins a 30. També solen tenir una gran doblegament o vora que envolta el cefàlon. Això fa que alguns exemplars es descriuen com que tenen un cefàlon en forma de «llevaneu». Quan hi ha presents, els ulls són generalment grans.

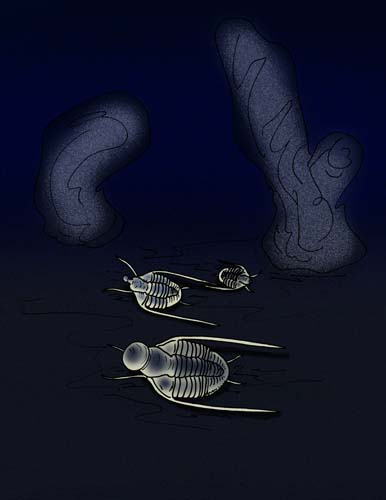
Bulbaspis brevis
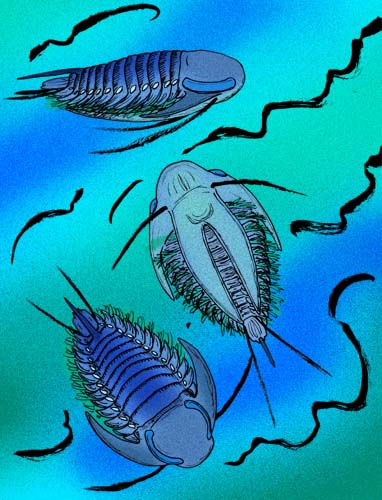
Hypodicranotus striatulus
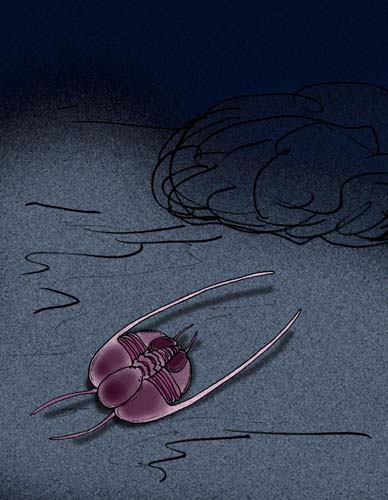
Kongqiaoheia rotundata
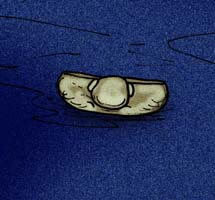
Miboshania corrugata
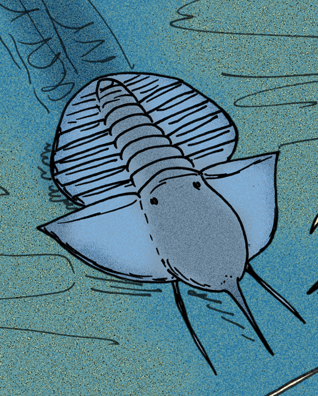
Rhombampyx rhombos
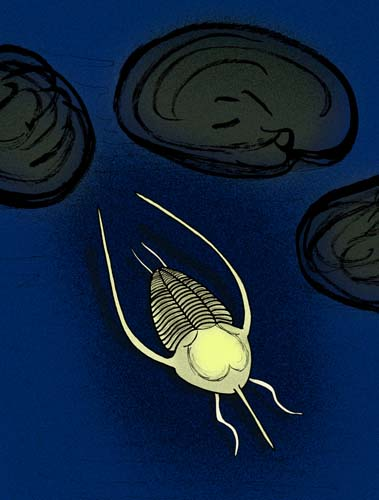
Seleneceme acuticaudata
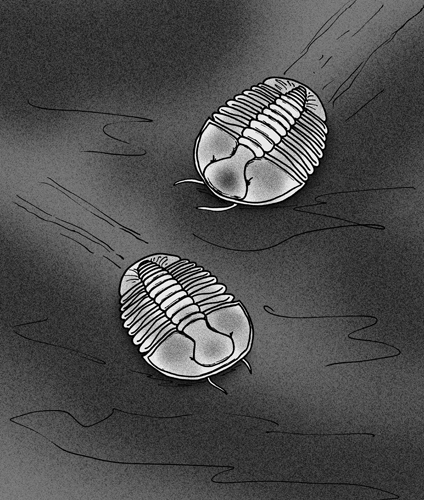
Typhlokorynetes plana
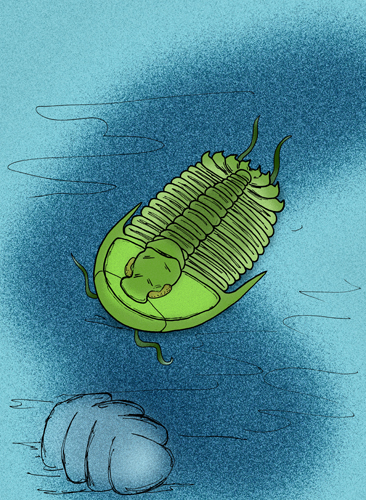
Yosimuraspis vulgaris

Una línia dels asàfides, la superfamília Asaphoidea, mostra una contínua evolució ocular, des d'individus amb el ulls dins d'una tija curta i gruixuda fins l'Asaphus kowalewskii, un trilobit amb els ulls dins d'unes tijes primes i llarges (com els dels caragols). Aquesta línia es troba als dipòsits del nivell de l'Ordovicià mitjà de la regió del riu Volkhov, a prop de Sant Petersburg (Rússia). Durant l'Ordovicià, la regió que ara és Europa de l'Est era una profunda mar interior. Es creu que aquest desenvolupament dels ulls és una adaptació als canvis de la terbolesa durant aquest temps dels trilobits semblants a l'A. kowalewski, que suposadament es produeix en un moment d'augment de terbolesa de l'aigua. Es creu que aquest trilobit esperava a les seves preses amagat enterrat al sediment inferior, sobresortint només els seus ulls periscòpics.

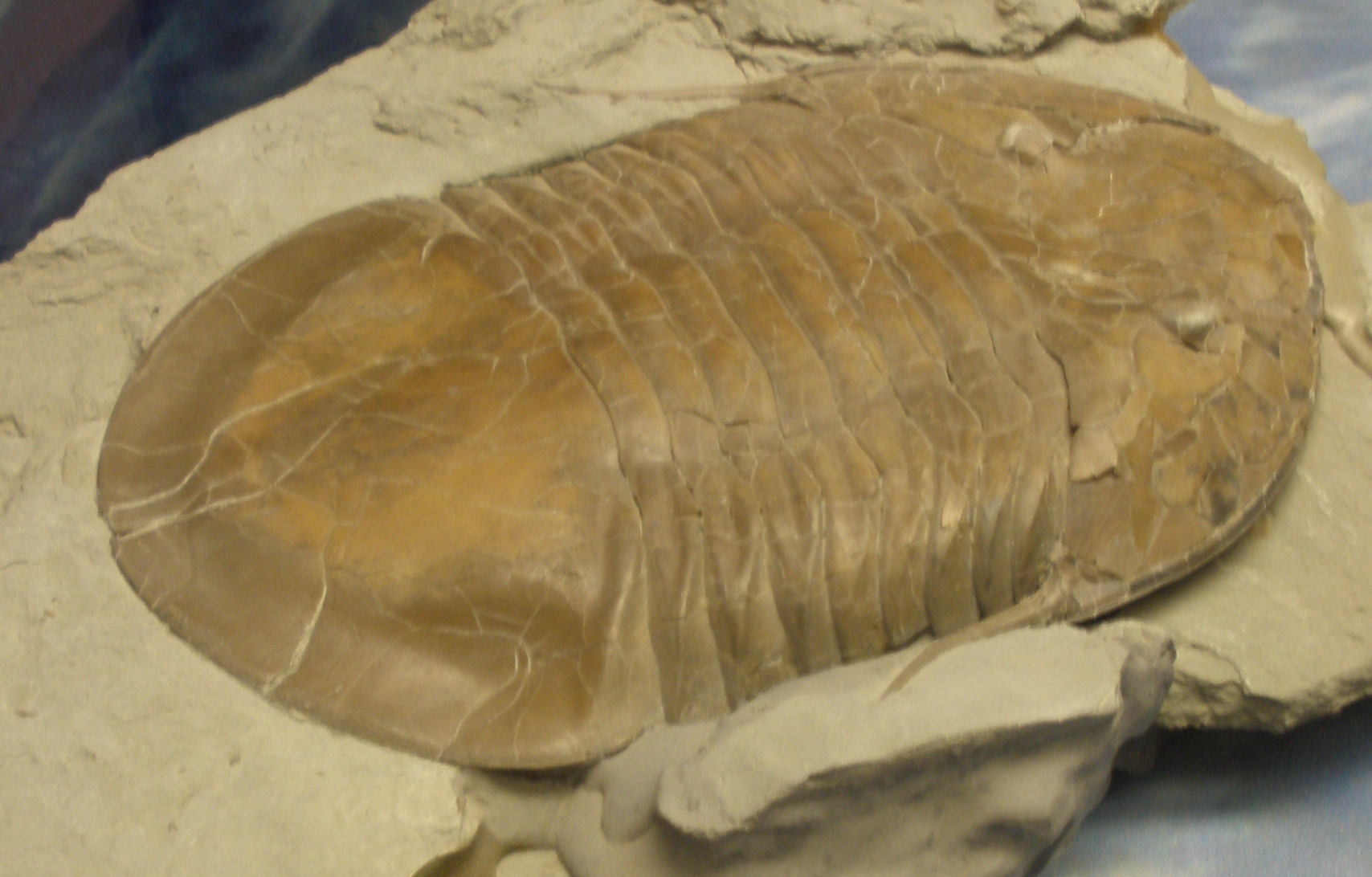
Isotelus brachycephalus
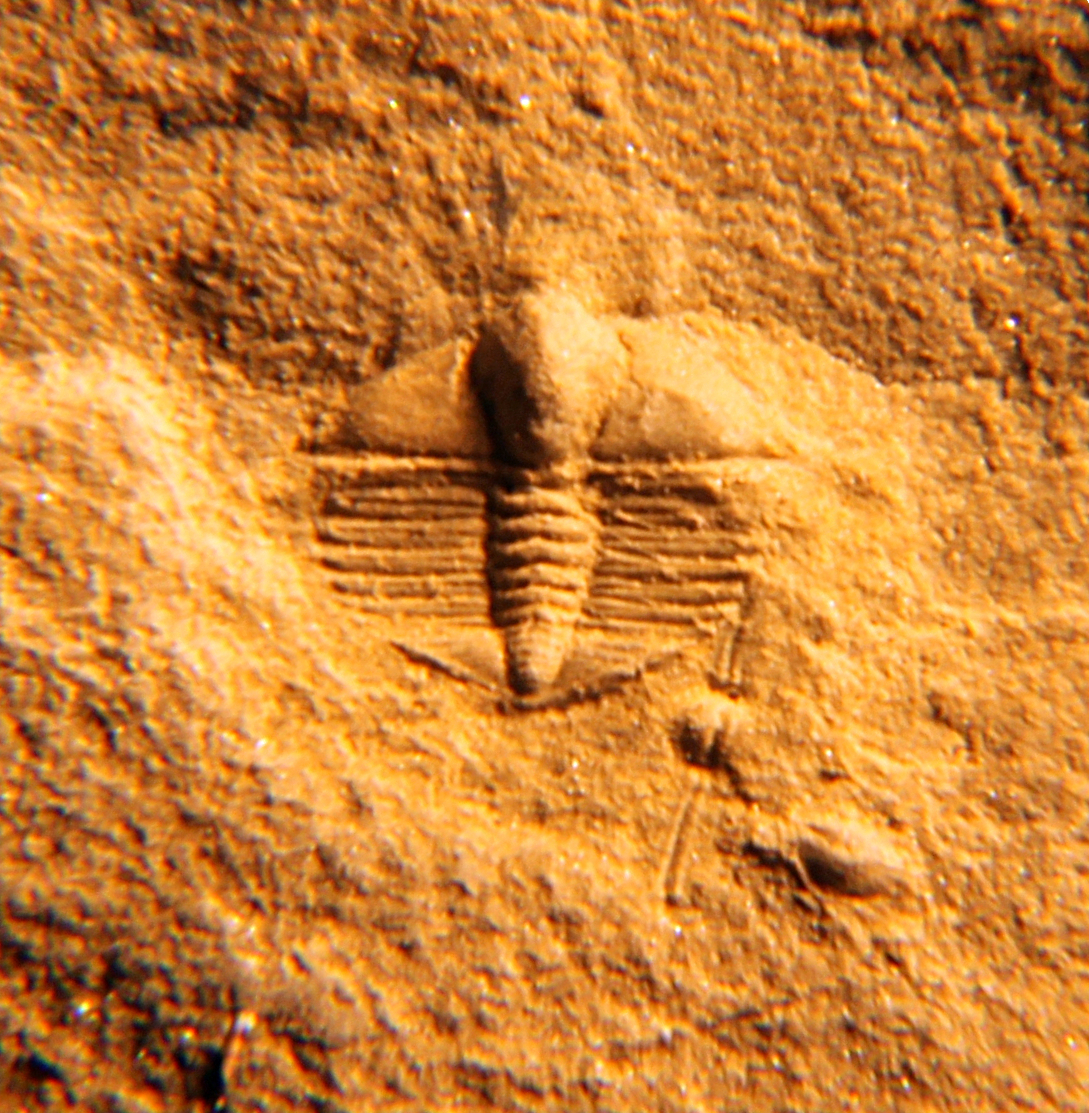
Lonchodomas suriensis
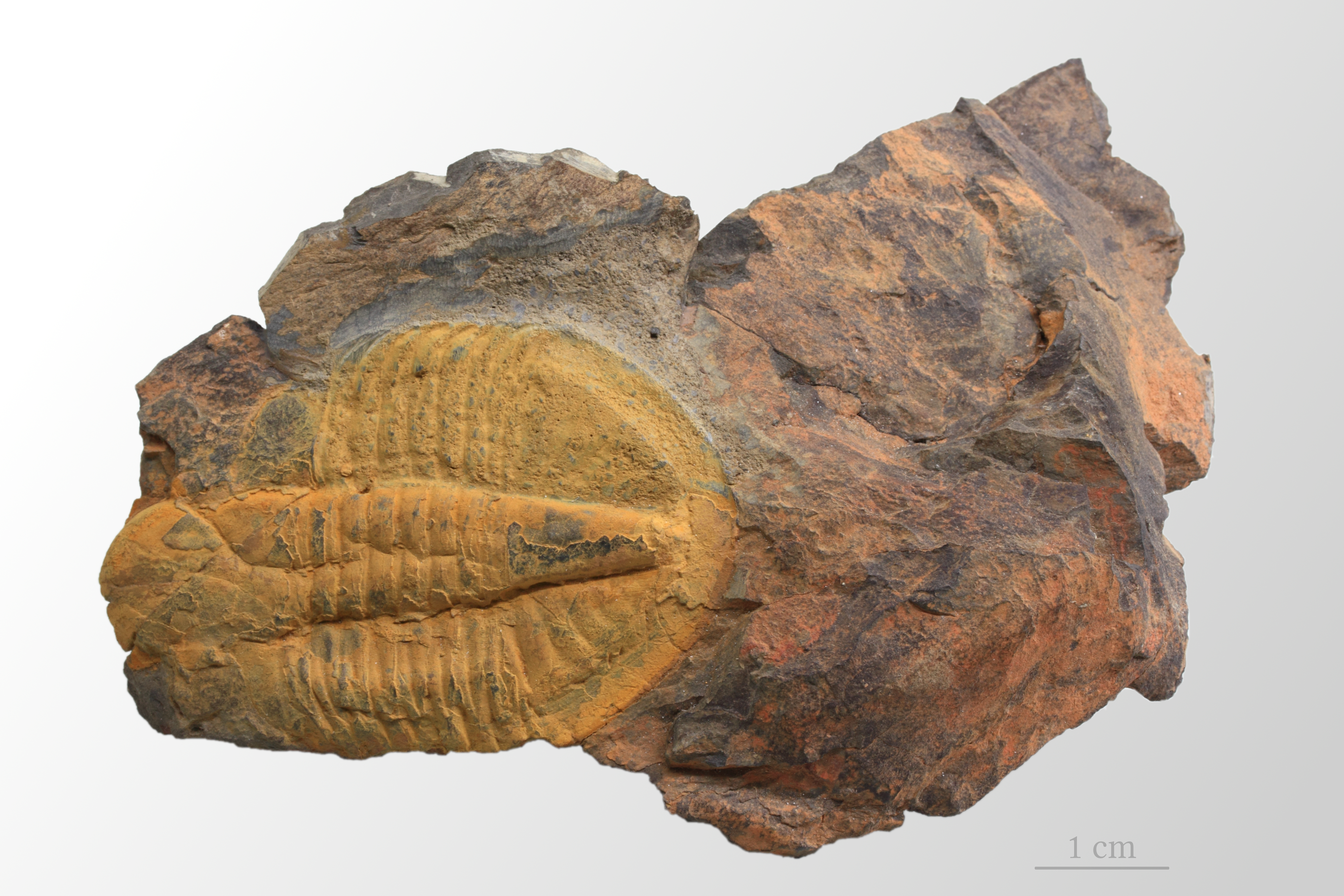
Niobella cf. fourneti
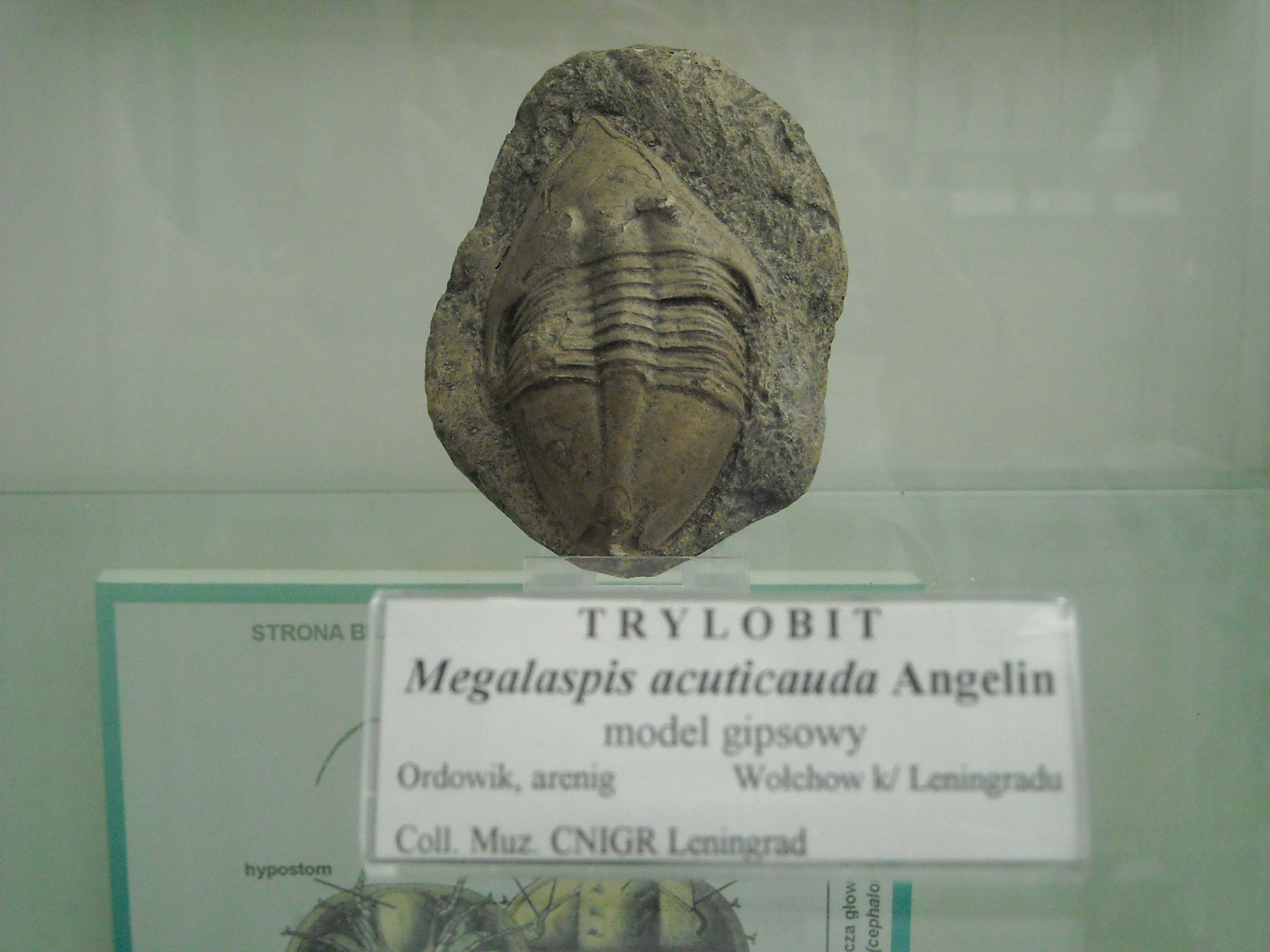
Megistaspis acuticauda
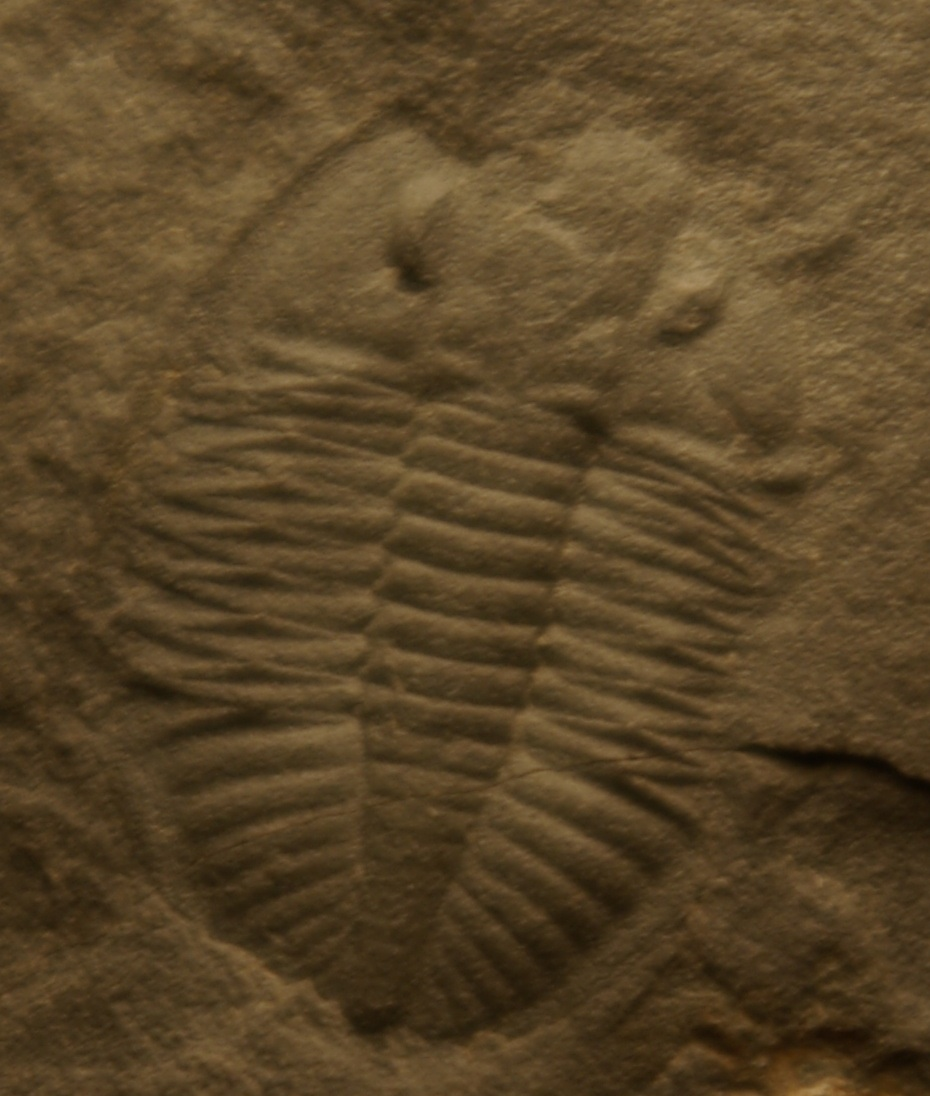
Ogyginus Corndensis

El gran esdeveniment d'extinció que va marcar el final del període Ordovicià va reduir la diversitat de totes les ordres de trilobits, amb la desaparició de la majoria de famílies d'asàfides. Els únics asàfides que van sobreviure eren membres de la superfamilia Trinucleioidea, que també van desaparèixer abans del final del període Silurià.

## Gèneres
Géneres d'asàfides segons Paleobiology Database (12 de desembre de 2019):